# 若羌站
若羌站是格库铁路及和若铁路上的车站，位于新疆维吾尔自治区巴音郭楞蒙古自治州若羌县，于2020年12月9日建成投入使用，现由中国铁路乌鲁木齐局集团库尔勒车务段管辖。

## 车站结构
若羌站站区总建筑面积为30245.05平方米，主要分五部分：站房、综合维修工区房屋、货场房屋、机务折返段房屋、站区配套房屋。站房建筑面积为4916.35平方米，站场共设置2座标准高站台（一岛一侧共3个站台面）。